# 1924 en Saskatchewan
Chronologie de la Saskatchewan
- 1920
- 1921
- 1922
- 1923
- 1924
- 1925
- 1926
- 1927
- 1928

Cette page concerne des événements d'actualité qui se sont produits durant l'année 1924 dans la province canadienne de la Saskatchewan.

## Politique
- Premier ministre : Charles Avery Dunning
- Chef de l'Opposition :
- Lieutenant-gouverneur : Henri William Newlands
- Législature :

## Naissances

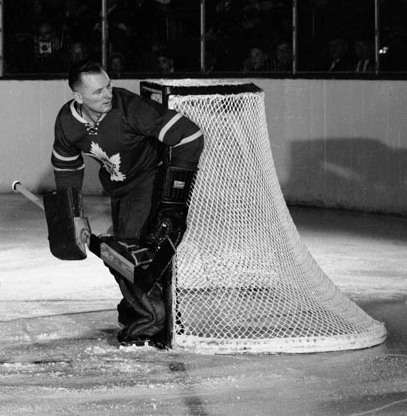
Johnny Bower

- 24 février : Erik Nielsen Hersholt, né à Regina et mort le 4 septembre 2008 à Kelowna, était un homme politique canadien, membre du Parti progressiste-conservateur du Canada et député au Parlement du Canada pour le Yukon.

- 8 novembre : John William Bower (né à Prince Albert) est un joueur professionnel de hockey sur glace canadien ayant évolué au poste de gardien de but.